# Јапан на Зимским олимпијским играма 2018.
Јапан учествује на Зимским олимпијским играма 2018. које се одржавају у Пјонгчанг у Јужној Кореји од 9. до 25. фебруара 2018. године. Олимпијски комитет Јапана послао је 124 квалификованих спортиста у тринаест спортова. 
Норијаки Касај, носилац заставе Јапана на церемонији отварања, учествује осми пут на играма и тиме је постао спортиста са највише учешћа на ЗОИ.

## Освајачи медаља

### Злато
- Јузуру Ханју — Уметничко клизање, појединачно
- Нао Кодајра — Брзо клизање, 500м
- Михо Такаги, Ајано Сато, Нана Такаги, Ајака Кикучи — Брзо клизање, потера екипно
- Нана Такаги — Брзо клизање, масовни старт

### Сребро
- Михо Такаги — Брзо клизање, 1500м
- Ајуму Хирано — Сноубординг, халфпајп
- Акито Ватабе — Нордијска комбинација, мала скакаоница/10 км
- Нао Кодајра — Брзо клизање, 1000м
- Шома Уно — Уметничко клизање, појединачно

### Бронза
- Даичи Хара — Слободно скијање, могули
- Сара Таканаши — Скијашки скокови, мала скакаоница
- Михо Такаги — Брзо клизање, 1000м
- Сацуки Фуџисава, Чинами Јошида, Јуми Сузуки, Јурика Јошида, Мари Мотохаши — Керлинг, женски турнир

## Учесници по спортовима
| Спорт                           | Мушкарци | Жене | Укупно |
| ------------------------------- | -------- | ---- | ------ |
| Алпско скијање                  | 2        | 2    | 4      |
| Биатлон                         | 1        | 5    | 6      |
| Брзо клизање                    | 8        | 8    | 16     |
| Брзо клизање на кратким стазама | 5        | 5    | 10     |
| Керлинг                         | 5        | 5    | 10     |
| Нордијска комбинација           | 5        | 0    | 5      |
| Скелетон                        | 2        | 1    | 3      |
| Скијашки скокови                | 5        | 4    | 9      |
| Скијашко трчање                 | 1        | 1    | 2      |
| Слободно скијање                | 6        | 5    | 11     |
| Сноубординг                     | 7        | 9    | 16     |
| Уметничко клизање               | 5        | 4    | 9      |
| Хокеј на леду                   | 0        | 23   | 23     |
| 13 спортова                     | 52       | 72   | 124    |